# NGC 3947
NGC 3947 este o emission-line galaxy⁠(d) situată în constelația Leul. A fost descoperită în 26 aprilie 1785 de către William Herschel. Se află la o distanță de 83,56 de megaparseci de Pământ.